# 日本フリースタイルフットボール協会
一般社団法人日本フリースタイルフットボール協会（JFFA = Japan Freestyle Football Association）とは、日本のフリースタイルフットボール界の統一機関。日本全国のフリースタイルフットボールプレイヤーやチーム、団体を統括する。

## 主な活動
- 国内・国外での主要大会の開催
- 国内外競技者・団体の登録業務・管理
- 競技性の導入とエンターテインメント性の両輪確立
- 競技の普及・広報活動（競技や文化としての確立）
- 競技人口の拡大・向上と文化的定着に向けての活動（キッズから女性・壮年まで）
- 当競技を通じての、日本サッカーへの貢献（技術やレベルでのフィードバック）
- 地域密着・貢献活動
- 様々な他文化との交流や融合
- 競技者、団体の主要な権利などの適切に活用されるための管理
- プレイヤーや競技の質・地位の向上や国内外に向けての当競技の浸透に向けての活動
- その他、日本のフリースタイルフットボール文化・競技に関する一切の事業

## 実施内容

### 日本フリースタイルフットボール選手権
日本中のフリースタイルフットボーラーやチームが、規定音源や制限時間のなかでパフォーマンスを行い、日本一を決める選手権。2010年より大会規模を拡大、過去4回を実施（2012年1月現在）。

#### 選手権 結果
| 大会名         | 開催日         | 優勝者名 |
| -------------- | -------------- | -------- |
| '11-'12 Vol.02 | 2011年10月22日 | Nao      |
| '11-'12 Vol.01 | 2011年 5月1日  | GOTTS    |
| '10-'11 Vol.02 | 2010年10月10日 | Nao      |
| '10-'11 Vol.01 | 2010年 8月29日 | Yasu     |

### ブカツ
年齢制限なし、無料のフリースタイルフットボール教室。浦和駅東口市民広場（パルコ前）にて毎月実施されている。

## 参照元
1. ↑  日本フリースタイルフットボール協会 公式サイトより抜粋